# Гаррі Гордон Селфрідж
Гаррі Гордон Селфрідж (англ. Harry Gordon Selfridge, нар.11 січня 1858, Ріпон, США — пом.8 травня 1947, Лондон, Велика Британія) — британський підприємець роздрібної торгівлі; засновник магазину «Селфріджес» у Лондоні, Велика Британія.

## Біографія
Гаррі Селфрідж народився у штаті Вісконсині, в місті Ріпоні, 11 січня 1858 року, але за кілька місяців після його народження сім’я переїхала до міста Джексона, штат Мічиган.
Батько Гаррі, Роберт Олівер Селфрідж, придбав невеликий магазин, яким керував до початку Громадянської війни. Роберт Селфрідж брав участь у війні на стороні федералістів, в армії дослужився до майора, але після демобілізації не повернувся до сім’ї. Мати Гаррі, Лоїс Селфрідж, виховувала сина одна, ще дві її дитини померли в ранньому дитинстві. Щоб утримувати родину, жінка почала працювати шкільною вчителькою, виготовляла вітальні листівки. За кілька років Лоїс призначили директоркою місцевої школи в Джексоні.
Гаррі Селфрідж із 1872 року (у 14-річному віці) починає працювати бухгалтером, а в 1879 році — клерком у чиказькому магазині «Філд, Лейтер і Ко» (пізніше — «Маршал Філд»). Завдяки старанній праці, через сім років Селфрідж став менеджером. Саме в цій компанії Селфрідж уперше організовує знижки на різдвяний розпродаж під гаслом, наприклад: «Лише 5 днів до Різдва».
У 1890 році Гаррі Селфрідж одружується з Розалією (Розою) Бакінгем.
Через розходження поглядів Селфріджа з головою компанії у 1904 році Гаррі залишає «Маршал Філд». У 1906 році Селфрідж із дружиною відвідують Лондон. Підприємець помітив, що багато сучасних американських тенденцій в покупках ще не дійшли до Англії. Селфрідж вирішує інвестувати 400 тисяч фунтів у власну будівлю — універсальний магазин. Будівництво магазину розпочинається 1906 року на Оксфорд-стріт, вулиці, яка на той час не була дуже популярною в Лондоні.

Будівництво великого магазину було завершено 1909 року. Відкриття якого, завдяки масштабній рекламній кампанії вартістю близько 2,5 млн фунтів стерлінгів, створило великий ажіотаж серед лондонців. На той час це було в новинку. 

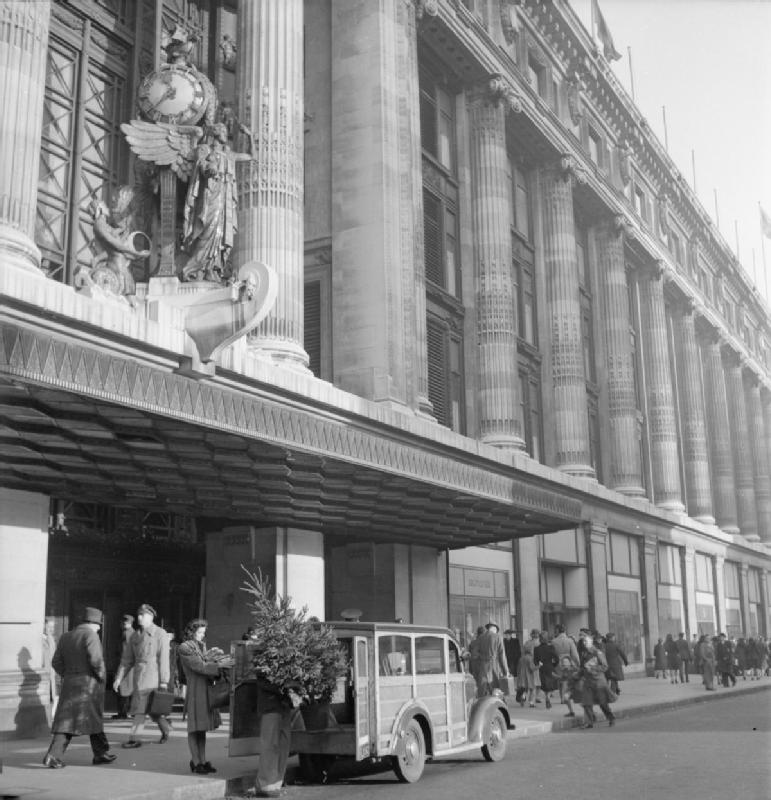
Магазин Селфріджес у грудні 1944

Від пандемії грипу 1918 року помирає дружина Селфріджа, Роза. Після її смерті Гаррі Селфрідж мав численні зв’язки із жінками: знаменитими сестрами Доллі, розведеною Сирі Бернардою Веллком тощо. Також підприємець присвячує себе бурхливому світському життю з розкішними розвагами у своєму будинку "Лансдаун Хаус" на Фіцморіс-плейс, 9, в Берклі-сквер. Селфрідж бере в оренду для своєї сім'ї замок Гайкліфф у Гемпширі.
Під час Великої депресії багатство Селфріджа швидко зменшилося, в окремі періоди підприємець втрачав майже все. Тому 1941 року Гаррі залишив магазин «Селфріджес» і переїхав зі свого дому, почав пересуватися Лондоном автобусом. У 1947 році Гаррі Селфрідж помирає у скрутних обставинах у Патні. Він похований на цвинтарі Святого Марка в Гайкліфф поряд зі своєю дружиною та мамою.

## Цікаві факти
- Вислів «Клієнт завжди має рацію» (англ. The customer is always right) одним із перших використав Селфрідж (1909), а роком раніше (1908) Цезар Рітц для своїх готелів використовував рекламне гасло «Клієнт ніколи не помиляється» (фр. Le client n'a jamais tort).
- Селфрідж — автор думки, що жінок виліковує ходіння за покупками.